# ФК Городея
„Городе́я“ е футболен клуб от селището от градски тип Городея, Беларус.

## История
Отборът като футболен клуб е основан през 2004 г. Играе в областния шампионат в Минск, а по-късно и в беларуския шампионат по футбол и купа.
През 2007 г. дебютира в областния шампионат по футбол в Минск, както и в Купата на Беларус. През 2008 г. те се присъединяват към беларуската Втора лига, а след като спечели сезон 2010, отборът дебютира в Първа лига през 2011 година.
През 2015 г. „Городея“ прави своя дебют в беларуската Висша лига.

## Имена на клуба
- „Сахкомбинат“ (2004 – 2005)
- „Городея“ (с 2006)